# Psykiatri-Listen
Psykiatri-Listen er en dansk forening der arbejder for bedre forhold inden for psykiatrien i Region Midtjylland. Foreningen blev startet i 2017 blandt en gruppe medarbejdere ved Psykiatrisk Hospital i Risskov.
Psykiatri-Listen har stillet op ved regionsrådsvalgene i Region Midtjylland i 2017 og 2021 og fik indvalgt 1 mandat i regionsrådet ved begge valg.
Ved regionsrådsvalget 2017 fik listen 20.547 stemmer svarende til 2,9 % af stemmerne. Mikkel Rasmussen, som var opstillet som nummer 10 på listen, blev valgt med 3.565 personlige stemmer. Rasmussen forlod regionsrådet i 2020, da han fik nyt job udenfor regionen, hvorefter mandatet overgik til Peter Møller Andersen. Andersen skiftede parti til Socialdemokratiet i 2021 hvorefter Psykiatri-Listen ikke længere var repræsenteret i regionsrådet.
Ved regionsrådsvalget 2021 fik listen 13.196 stemmer svarende til 1,9 % af stemmerne. Rose-Marie Mollerup blev valgt med 3.162 personlige stemmer.